# تویوتا گایا
تویوتا گایا (Toyota Gaia) خودرویی است که در سال‌های ۱۹۹۸ تا ۲۰۰۴تولید شده‌است.
این خودرو در کلاس کامپکت ام‌پی‌وی قرار گرفته، طراحی آن خودروهای موتور جلو-محور جلو، خودروهای موتور جلو-چهار چرخ متحرک بوده طول آن در حالت طبیعی ۴٬۶۲۰ میلیمتر (۱۸۱٫۹ اینچ)، عرض آن در حالت طبیعی ۱٬۶۹۵ میلیمتر (۶۶٫۷ اینچ) و ارتفاع آن در حالت طبیعی ۱٬۶۴۰ میلیمتر (۶۴٫۶ اینچ) و وزن آن در حالت طبیعی ۱٬۲۵۰ کیلوگرم (۲٬۷۵۵٫۸ پوند) است. سیستم جعبه‌دندهٔ آن ۴ دنده به صورت خودکار است.